# Sant Andreu de Baén
Sant Andreu de Baén és una església parroquial romànica del poble de Baén, pertanyent al terme de Baix Pallars, del Pallars Sobirà. Formava part de l'antic terme de Baén. Està situada en un turó de 1066 metres d'altitud, en el costat sud-est del poble de Baén. Té categoria de parròquia, de la qual depenien les esglésies sufragànies de Buseu, Sant Sebastià de Buseu i Useu, però actualment és portada des de la parròquia de Sort.

## Descripció
És una església d'una sola nau amb absis a llevant, tot dins de les característiques línies del romànic del segle xi. Malgrat la seva antiguitat, hi ha molt poques dades documentals, d'aquesta antiga 
església parroquial. Un arc presbiteral en degradació uneix la nau amb l'absis. Al centre de l'absis hi ha una finestra de doble biaix capçada per un arc de mig punt tallat en un sol bloc de pedra. La porta original és a migdia, i presenta un arc de mig punt, però actualment està tapiada, i l'accés a l'església és per la façana oest. Damunt d'aquesta façana oest es dreça un campanar d'espadanya que, en èpoques més recents, es va tapar per darrere amb un mur que li confereix aspecte de campanaret rectangular.
L'església té una absidiola de planta rectangular a migdia, i en el mur de tramuntana es marca l'arc de la que devia ser l'absidiola simètrica pel nord, que no s'ha conservat. Tant les absidioles com el campanaret abans esmentat són obra del segle xvii. La coberta a doble vessant ha estat modernament refeta, però podria correspondre bàsicament a l'original. El parament dels murs laterals és obra romànica, del segle xii, dins del tipus de construcció romànica rural. Conserva part de l'arrebossat original.